# Кулигина, Наталья Анатольевна
Наталья Анатольевна Кулигина (род. 12 августа 1971) — советская и киргизская дзюдоистка, тренер, судья. Участница летних Олимпийских игр 1996 и 2000 годов.

## Биография
Наталья Кулигина родилась 12 августа 1971 года.
В 1996 году вошла в состав сборной Кыргызстана на летних Олимпийских играх в Атланте. В весовой категории до 48 кг в 1/8 финала проиграла Тамаре Мейер из Нидерландов.
В 2000 году вошла в состав сборной Кыргызстана на летних Олимпийских играх в Сиднее. В весовой категории до 48 кг в 1/8 финала проиграла Викки Данн из Великобритании.
В том же году участвовала в чемпионате Азии в Осаке, где заняла 5-е место в весе до 48 кг.
Мастер спорта СССР
По окончании выступлений стала тренером. Работает старшим тренером и заместителем директора по учебной части СДЮШОР «Дельфин» в Бишкеке. Вместе с сестрой Юлией Кулигиной тренирует в школе Kuligina Sisters Judo в Бишкеке.
Заслуженный тренер Кыргызстана. Судья международной категории.

## Семья
Сестра — Юлия Анатольевна Кулигина, киргизский тренер по дзюдо, спортивный психолог.